# Robert Labs

Robert Labs 2006

Robert Labs (* 17. April 1982) ist ein deutscher Comiczeichner.

## Werdegang
1997 zeichnete Labs für Eidos Interactive zu dem Videospiel Tomb Raider II einen kurzen Comic. 2001 veröffentlichte er beim Carlsen Verlag Dragic Master, seinen ersten Comic im Manga-Stil. Sein zweites größeres Werk war 2002 die monatlich im Manga-Magazin Banzai erscheinende Manga-Serie Crewman 3. Im selben Jahr entwarf er das Logo für den Kölner „Manga Magie“-Wettbewerb. Für das im Dezember 2005 eingestellte Manga-Magazin BANZAI! zeichnete Labs regelmäßig den Zeichenkurs, Studio Mangaka und kleinere Kurzcomics.
2003 wurde die Mangaserie Crewman 3 in 2 Bänden als Taschenbuch veröffentlicht und er zeichnete  eine Episode des Hartmut-Comics von Haggi mit dem Titel Der Hartmut jagt das Haggimon Z. Im Jahr 2004 erschien der zweite und zugleich letzte Band von Dragic Master.
2005 wandte sich Labs mit The Black Beach – Ein SurferMärchen, erschienen bei Carlsen, zeitweise dem US-Comicstil zu.
2006 bis heute ist er verantwortlich für die graphische Gestaltung der drei Maskottchen des „Gelb-Ass“-Tickets der Dresdner Verkehrs Betriebe. Für die Gruppe Tokio Hotel entwarf er anlässlich der Comet-Verleihung im Mai 2007 die Bühnenshow.
2008 veröffentlichte Labs in A passion for fashion, einer Beilage der Financial Times, eine Illustration zum Thema Zeitlose Moderne in moderner Unterhaltung und entwarf ein neues Logo für den „Manga Magie“-Wettbewerb. Im gleichen Jahr wechselte er außerdem zum Verlag Tokyopop, wo seit Dezember 2009 seine neue Manga Reihe Domicile erscheint.

## Werke
- Dragic Master (2001–2004)
- Banzai!- Studio Mangaka  (2001–2003)
- Crewman3 #1 (2003–2004)
- The Black Beach – Ein Surfermärchen (2005)
- Domicile  (2009)